# Clasificación Unesco de 4 dígitos
Ver también: Clasificación UNESCO y Clasificación UNESCO 6 dígitos.
| Campo UNESCO | Campo UNESCO                        | Subcampo UNESCO | Subcampo UNESCO                                              |
| ------------ | ----------------------------------- | --------------- | ------------------------------------------------------------ |
| Código       | Nombre                              | Código          | Nombre                                                       |
| 11           | Lógica                              |                 |                                                              |
|              |                                     | 1101            | Aplicaciones de la lógica                                    |
|              |                                     | 1102            | Lógica deductiva                                             |
|              |                                     | 1103            | Lógica general                                               |
|              |                                     | 1104            | Lógica inductiva                                             |
|              |                                     | 1105            | Metodología                                                  |
|              |                                     | 1199            | Otras especialidades relativas a la lógica                   |
| 12           | Matemáticas                         |                 |                                                              |
|              |                                     | 1201            | Álgebra                                                      |
|              |                                     | 1202            | Análisis y Análisis funcional                                |
|              |                                     | 1203            | Ciencias de la Computación                                   |
|              |                                     | 1204            | Geometría                                                    |
|              |                                     | 1205            | Teoría de números                                            |
|              |                                     | 1206            | Análisis numérico                                            |
|              |                                     | 1207            | Investigación operativa                                      |
|              |                                     | 1208            | Probabilidad                                                 |
|              |                                     | 1209            | Estadística                                                  |
|              |                                     | 1210            | Topología                                                    |
|              |                                     | 1299            | Otras especialidades matemáticas                             |
| 21           | Astronomía y astrofísica            |                 |                                                              |
|              |                                     | 2101            | Cosmología y cosmogonía                                      |
|              |                                     | 2102            | Medio Interplanetario                                        |
|              |                                     | 2103            | Astronomía óptica                                            |
|              |                                     | 2104            | Planetología                                                 |
|              |                                     | 2105            | Radio Astronomía                                             |
|              |                                     | 2106            | Sistema Solar                                                |
|              |                                     | 2199            | Otras especialidades astronómicas                            |
| 22           | Física                              |                 |                                                              |
|              |                                     | 2201            | Acústica                                                     |
|              |                                     | 2202            | Electromagnetismo                                            |
|              |                                     | 2203            | Electrónica                                                  |
|              |                                     | 2204            | Física de los fluidos                                        |
|              |                                     | 2205            | Mecánica                                                     |
|              |                                     | 2206            | Física molecular                                             |
|              |                                     | 2207            | Física nuclear                                               |
|              |                                     | 2208            | Nucleónica                                                   |
|              |                                     | 2209            | Óptica                                                       |
|              |                                     | 2210            | Química física                                               |
|              |                                     | 2211            | Física del estado sólido                                     |
|              |                                     | 2212            | Física teórica                                               |
|              |                                     | 2213            | Termodinámica                                                |
|              |                                     | 2214            | Unidades y constantes                                        |
|              |                                     | 2299            | Otras especialidades físicas                                 |
| 23           | Química                             |                 |                                                              |
|              |                                     | 2301            | Química analítica                                            |
|              |                                     | 2302            | Bioquímica                                                   |
|              |                                     | 2303            | Química inorgánica                                           |
|              |                                     | 2304            | Química macromolecular                                       |
|              |                                     | 2305            | Química nuclear                                              |
|              |                                     | 2306            | Química orgánica                                             |
|              |                                     | 2307            | Química física                                               |
|              |                                     | 2399            | Otras especialidades químicas                                |
| 24           | Ciencias de la vida                 |                 |                                                              |
|              |                                     | 2401            | Biología Animal (Zoología)                                   |
|              |                                     | 2402            | Antropología física                                          |
|              |                                     | 2404            | Biomatemáticas                                               |
|              |                                     | 2405            | Biometría                                                    |
|              |                                     | 2406            | Biofísica                                                    |
|              |                                     | 2407            | Biología celular                                             |
|              |                                     | 2408            | Etología (Estudio del comportamiento)                        |
|              |                                     | 2409            | Genética                                                     |
|              |                                     | 2410            | Biología humana                                              |
|              |                                     | 2411            | Fisiología humana                                            |
|              |                                     | 2412            | Inmunología                                                  |
|              |                                     | 2413            | Biología de insectos (Entomología)                           |
|              |                                     | 2414            | Microbiología                                                |
|              |                                     | 2415            | Biología molecular                                           |
|              |                                     | 2416            | Paleontología                                                |
|              |                                     | 2417            | Biología de las Plantas (Botánica)                           |
|              |                                     | 2418            | Radiobiología                                                |
|              |                                     | 2419            | Simbiosis                                                    |
|              |                                     | 2420            | Virología                                                    |
|              |                                     | 2499            | Otras especialidades biológicas                              |
| 25           | Ciencias de la Tierra y del espacio |                 |                                                              |
|              |                                     | 2501            | Ciencias de la atmósfera                                     |
|              |                                     | 2502            | Climatología                                                 |
|              |                                     | 2503            | Geoquímica                                                   |
|              |                                     | 2504            | Geodesia                                                     |
|              |                                     | 2505            | Geografía                                                    |
|              |                                     | 2506            | Geología                                                     |
|              |                                     | 2507            | Geofísica                                                    |
|              |                                     | 2508            | Hidrología                                                   |
|              |                                     | 2509            | Meteorología                                                 |
|              |                                     | 2510            | Oceanografía                                                 |
|              |                                     | 2511            | Ciencias del suelo                                           |
|              |                                     | 2512            | Ciencias del espacio                                         |
|              |                                     | 2599            | Otras especialidades de la tierra, del espacio o del entorno |
| 31           | Ciencias agronómicas                |                 |                                                              |
|              |                                     | 3101            | Química de la agricultura                                    |
|              |                                     | 3102            | Ingeniería agrícola                                          |
|              |                                     | 3103            | Agronomía                                                    |
|              |                                     | 3104            | Animales domésticos                                          |
|              |                                     | 3105            | Animales salvajes                                            |
|              |                                     | 3106            | Florestas                                                    |
|              |                                     | 3107            | Horticultura                                                 |
|              |                                     | 3108            | Fitopatología                                                |
|              |                                     | 3109            | Veterinaria                                                  |
|              |                                     | 3199            | Otras especialidades agrícolas y pecuarias                   |
| 32           | Medicina                            |                 |                                                              |
|              |                                     | 3201            | Ciencias clínicas                                            |
|              |                                     | 3202            | Epidemiología                                                |
|              |                                     | 3203            | Medicina forense                                             |
|              |                                     | 3204            | Medicina del trabajo                                         |
|              |                                     | 3205            | Medicina interna                                             |
|              |                                     | 3206            | Ciencias de la nutrición                                     |
|              |                                     | 3207            | Patología                                                    |
|              |                                     | 3208            | Farmacodinámica                                              |
|              |                                     | 3209            | Farmacología                                                 |
|              |                                     | 3210            | Medicina preventiva                                          |
|              |                                     | 3211            | Psiquiatría                                                  |
|              |                                     | 3212            | Salud pública                                                |
|              |                                     | 3213            | Cirugía                                                      |
|              |                                     | 3214            | Toxicología                                                  |
|              |                                     | 3299            | Otras especialidades médicas                                 |
| 33           | Ciencias tecnológicas               |                 |                                                              |
|              |                                     | 3301            | Ingeniería y tecnología aeronáutica                          |
|              |                                     | 3302            | Tecnología bioquímica (Biotecnología)                        |
|              |                                     | 3303            | Ingeniería Y tecnología química                              |
|              |                                     | 3304            | Tecnología de los ordenadores (microelectrónica)             |
|              |                                     | 3305            | Tecnología de la construcción                                |
|              |                                     | 3306            | Ingeniería y tecnología eléctrica                            |
|              |                                     | 3307            | Tecnología electrónica                                       |
|              |                                     | 3308            | Ingeniería y tecnología ambiental                            |
|              |                                     | 3309            | Tecnología de la alimentación                                |
|              |                                     | 3310            | Tecnología industrial                                        |
|              |                                     | 3311            | Instrumentación tecnológica                                  |
|              |                                     | 3312            | Tecnología de materiales                                     |
|              |                                     | 3313            | Tecnología e ingeniería mecánica                             |
|              |                                     | 3314            | Tecnología médica                                            |
|              |                                     | 3315            | Metalurgia                                                   |
|              |                                     | 3316            | Tecnología de productos metálicos                            |
|              |                                     | 3317            | Tecnología de vehículos de motor                             |
|              |                                     | 3318            | Tecnología de las minas                                      |
|              |                                     | 3319            | Tecnología naval                                             |
|              |                                     | 3320            | Tecnología nuclear                                           |
|              |                                     | 3321            | Tecnología del petróleo y del carbón                         |
|              |                                     | 3322            | Tecnología energética                                        |
|              |                                     | 3323            | Tecnología ferroviaria                                       |
|              |                                     | 3324            | Tecnología espacial                                          |
|              |                                     | 3325            | Tecnología de las telecomunicaciones                         |
|              |                                     | 3326            | Tecnología textil                                            |
|              |                                     | 3327            | Tecnología de sistemas de transportes                        |
|              |                                     | 3328            | Procesos tecnológicos                                        |
|              |                                     | 3329            | Planificación regional y urbana                              |
|              |                                     | 3399            | Otras especialidades tecnológicas                            |
| 51           | Antropología                        |                 |                                                              |
|              |                                     | 5101            | Antropología cultural                                        |
|              |                                     | 5102            | Etnografía y Etnología                                       |
|              |                                     | 5103            | Antropología social                                          |
| 52           | Demografía                          |                 |                                                              |
|              |                                     | 5201            | Fertilidad                                                   |
|              |                                     | 5202            | Demografía general                                           |
|              |                                     | 5203            | Demografía urbana                                            |
|              |                                     | 5204            | Demografía histórica                                         |
|              |                                     | 5205            | Mortalidad                                                   |
|              |                                     | 5206            | Características de la población                              |
|              |                                     | 5207            | Tamaño de la población y evolución demográfica               |
|              |                                     | 5299            | Otras especialidades demográficas                            |
| 53           | Ciencias económicas                 |                 |                                                              |
|              |                                     | 5301            | Política fiscal doméstica y Hacienda pública                 |
|              |                                     | 5302            | Econometría                                                  |
|              |                                     | 5303            | Contabilidad                                                 |
|              |                                     | 5304            | Actividad económica                                          |
|              |                                     | 5305            | Sistemas económicos                                          |
|              |                                     | 5306            | Economía del cambio tecnológico                              |
|              |                                     | 5307            | Teoría económica                                             |
|              |                                     | 5308            | Economía General                                             |
|              |                                     | 5309            | Organización industrial y política pública                   |
|              |                                     | 5310            | Economía internacional                                       |
|              |                                     | 5311            | Organización y dirección de empresas                         |
|              |                                     | 5312            | Economía sectorial                                           |
|              |                                     | 5399            | Otras especialidades económicas                              |
| 54           | Geografía                           |                 |                                                              |
|              |                                     | 5401            | Geografía económica                                          |
|              |                                     | 5402            | Geografía histórica                                          |
|              |                                     | 5403            | Geografía humana                                             |
|              |                                     | 5404            | Geografía regional                                           |
|              |                                     | 5499            | Otras especialidades geográficas                             |
| 55           | Historia                            |                 |                                                              |
|              |                                     | 5501            | Biografías                                                   |
|              |                                     | 5502            | Historia general                                             |
|              |                                     | 5503            | Historia de países                                           |
|              |                                     | 5504            | Historia por épocas                                          |
|              |                                     | 5505            | Ciencias auxiliares de la historia                           |
|              |                                     | 5506            | Historias especializadas                                     |
|              |                                     | 5599            | Otras especialidades históricas                              |
| 56           | Ciencias jurídicas. Leyes           |                 |                                                              |
|              |                                     | 5601            | Derecho canónico                                             |
|              |                                     | 5602            | Teoría y métodos generales                                   |
|              |                                     | 5603            | Derecho internacional                                        |
|              |                                     | 5604            | Organización legal                                           |
|              |                                     | 5605            | Legislación y leyes nacionales                               |
|              |                                     | 5699            | Otras especialidades jurídicas                               |
| 57           | Lingüística                         |                 |                                                              |
|              |                                     | 5701            | Lingüística aplicada                                         |
|              |                                     | 5702            | Lingüística diacrónica                                       |
|              |                                     | 5703            | Geografía lingüística                                        |
|              |                                     | 5704            | Teoría lingüística                                           |
|              |                                     | 5705            | Lingüística sincrónica                                       |
|              |                                     | 5799            | Otras especialidades lingüísticas                            |
| 58           | Pedagogía                           |                 |                                                              |
|              |                                     | 5801            | Teoría y métodos educativos                                  |
|              |                                     | 5802            | Organización y planificación de la educación                 |
|              |                                     | 5803            | Preparación y trabajo de los profesores                      |
|              |                                     | 5899            | Otras especialidades pedagógicas                             |
| 59           | Ciencia política                    |                 |                                                              |
|              |                                     | 5901            | Relaciones internacionales                                   |
|              |                                     | 5902            | Ciencias políticas                                           |
|              |                                     | 5903            | Ideologías políticas                                         |
|              |                                     | 5904            | Instituciones políticas                                      |
|              |                                     | 5905            | Vida política                                                |
|              |                                     | 5906            | Sociología política                                          |
|              |                                     | 5907            | Sistemas políticos                                           |
|              |                                     | 5908            | Teoría política                                              |
|              |                                     | 5909            | Administración pública                                       |
|              |                                     | 5910            | Opinión pública                                              |
|              |                                     | 5999            | Otras especialidades políticas                               |
| 61           | Psicología                          |                 |                                                              |
|              |                                     | 6101            | Psicología anormal                                           |
|              |                                     | 6102            | Psicología de niños y adolescentes                           |
|              |                                     | 6103            | Consejo y guía                                               |
|              |                                     | 6104            | Psicología educacional                                       |
|              |                                     | 6105            | Evaluación y medidas en psicología                           |
|              |                                     | 6106            | Psicología experimental                                      |
|              |                                     | 6107            | Psicología general                                           |
|              |                                     | 6108            | Psicología geriátrica                                        |
|              |                                     | 6109            | Psicología personal y ocupacional                            |
|              |                                     | 6110            | Parapsicología                                               |
|              |                                     | 6111            | Personalidad                                                 |
|              |                                     | 6112            | Estudios psicológicos de asuntos sociales                    |
|              |                                     | 6113            | Psicofarmacología                                            |
|              |                                     | 6114            | Psicología social                                            |
|              |                                     | 6115            | Psicología ambiental                                         |
|              |                                     | 6199            | Otras especialidades psicológicas                            |
| 62           | Ciencias de las artes y las letras  |                 |                                                              |
|              |                                     | 6201            | Arquitectura                                                 |
|              |                                     | 6202            | Teoría, análisis y crítica literaria                         |
|              |                                     | 6203            | Teoría, análisis y crítica de las bellas artes               |
|              |                                     | 6299            | Otras especialidades artísticas                              |
| 63           | Sociología                          |                 |                                                              |
|              |                                     | 6301            | Sociología cultural                                          |
|              |                                     | 6302            | Sociología experimental                                      |
|              |                                     | 6303            | Sociología general                                           |
|              |                                     | 6304            | Desorden internacional                                       |
|              |                                     | 6305            | Sociología matemática                                        |
|              |                                     | 6306            | Sociología ocupacional                                       |
|              |                                     | 6307            | Cambio y desarrollo social                                   |
|              |                                     | 6308            | Comunicaciones sociales                                      |
|              |                                     | 6309            | Grupos sociales                                              |
|              |                                     | 6310            | Problemas sociales-desorden social                           |
|              |                                     | 6311            | Sociología de las instituciones humanas                      |
|              |                                     | 6399            | Otras especialidades sociológicas                            |
| 71           | Ética                               |                 |                                                              |
|              |                                     | 7100            | Ética                                                        |
|              |                                     | 7101            | Ética clásica                                                |
|              |                                     | 7102            | Ética de Individuos                                          |
|              |                                     | 7103            | Ética de grupo                                               |
|              |                                     | 7104            | Ética prospectiva                                            |
|              |                                     | 7199            | Otras especialidades relacionadas con la ética               |
| 72           | Filosofía                           |                 |                                                              |
|              |                                     | 7201            | Filosofía del conocimiento                                   |
|              |                                     | 7202            | Antropología filosófica                                      |
|              |                                     | 7203            | Filosofía general                                            |
|              |                                     | 7204            | Sistemas filosóficos                                         |
|              |                                     | 7205            | Filosofía de la ciencia                                      |
|              |                                     | 7206            | Filosofía de la naturaleza                                   |
|              |                                     | 7207            | Filosofía social                                             |
|              |                                     | 7208            | Doctrinas filosóficas                                        |
|              |                                     | 7299            | Otras especialidades filosóficas                             |